# Джонсон, Памела
Памела Хенсфорд Джонсон, баронесса Сноу (англ.  Pamela Hansford Johnson, Baroness Snow; 29 мая 1912, Лондон — 18 июня 1981, Лондон) — английская писательница и драматург, литературный критик. Жена Чарльза Перси Сноу.

## Биография
Памела Джонсон родилась в 1912 году в семье государственного служащего и актрисы Эми Клотильды Хоусон. Её отец умер, когда ей было 11 лет. Училась в средней школе округа Клапем, затем четыре года работала стенографисткой в Вест-Энде. С 1936 по 1948 год была замужем за историком и журналистом Гордоном Нилом Стюартом. У них было двое детей: Эндрю Морвен (род. 1941) и Линдси Джин (род. 1944). В 1950 году вышла замуж за Чарльза Перси Сноу. У них был один сын Филип Чарльз.

## Творчество
Печаталась с 1933 года. Автор двадцати семи реалистических романов о жизни английского среднего класса. Несколько пьес написаны в соавторстве с мужем. Симпатизировала СССР, который неоднократно посещала. Член Королевского литературного общества. Награждена орденом Британской Империи. Почетный доктор нескольких университетов.

## Издания на русском языке
- Кристина.  1963, 1964, 1993
- Особый дар. 1970, 1979, 1993
- Решающее лето. 1970, 1993